# Gerabronn
Gerabronn est une ville de Bade-Wurtemberg (Allemagne), située dans l'arrondissement de Schwäbisch Hall, dans la région de Heilbronn-Franconie, dans le district de Stuttgart.

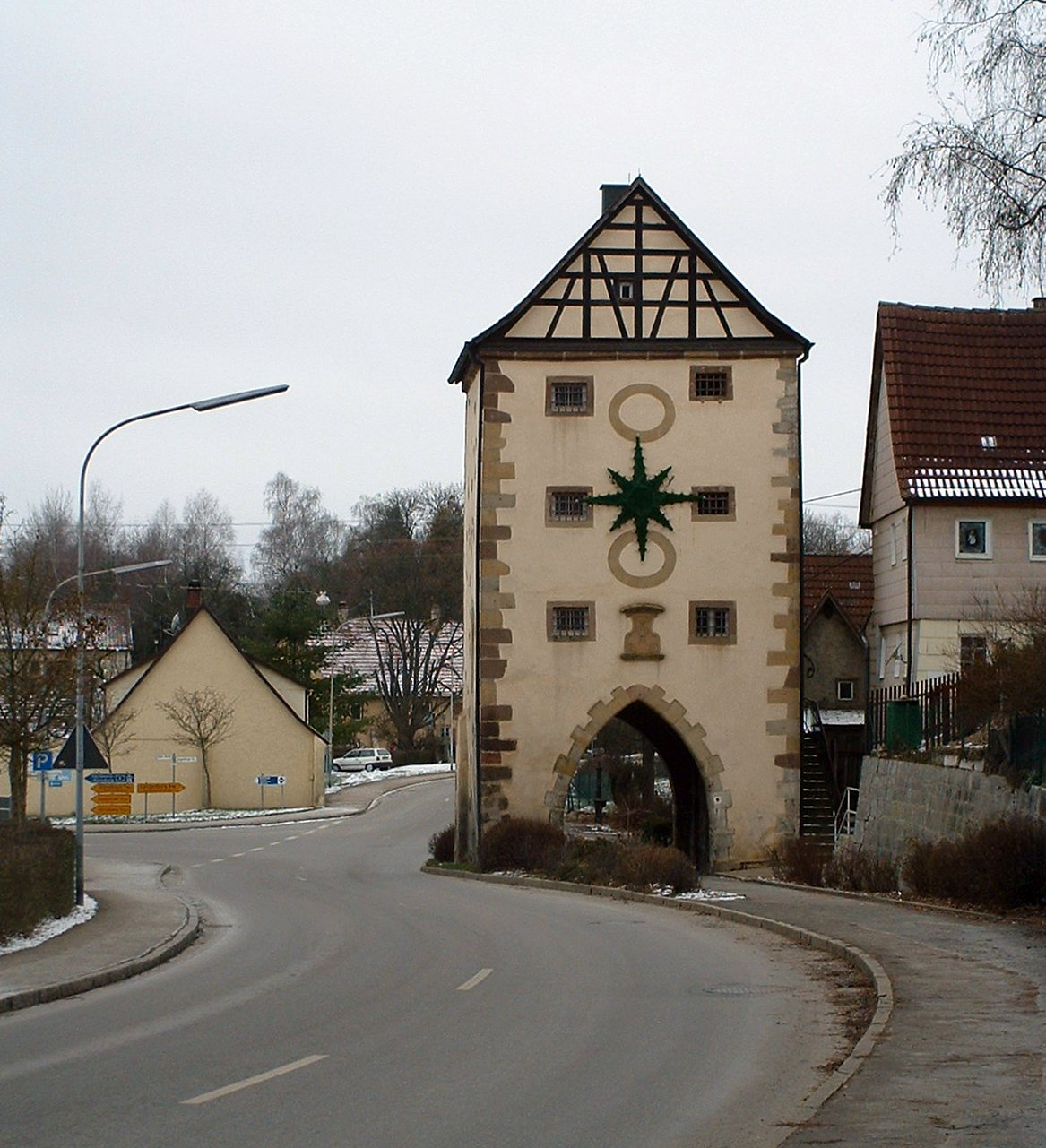
La porte (Stadttor) de Gerabronn